# ۴۲۷۶ کلیفورد
سیارک ۴۲۷۶ (به انگلیسی: 4276 Clifford، نامگذاری:1981XA) چهار هزار و دویست و هفتاد و ششمین سیارک کشف شده‌است که در ۲ دسامبر ۱۹۸۱ کشف شد.
قدر مطلق سیارک برابر ۱۴٫۳۰ است.